# 豊岡町 (大分県)
豊岡町（とよおかまち）は、かつて大分県速見郡に存在した町である。現在の日出町西部に当たり、その大字として現存する。

## 歴史

### 近世まで
中世に入ると、速見郡大神郷が荘園として分割され、大神荘と豊岡荘が成立した。

### 近代
- 1875年（明治8年）
  - 辻間村、頭成町、津島村が合併し、豊岡村が成立。1876年（明治9年）の人口は2,574人。
  - 小坂村、小浦村が合併し、平道村が成立。1876年（明治9年）の人口は835人。
- 1889年（明治22年）4月1日 - 町村制施行により、豊岡村・平道村が合併して豊岡村が成立。豊岡、平道はそれぞれ豊岡村の大字となる。1891年（明治24年）の人口は3,914人。
- 1898年（明治31年）3月29日 - 町制施行し、豊岡町となる。
- 1911年（明治44年）7月16日 - 大字豊岡（現在地より約200m亀川寄り）に国鉄大分線（現在の日豊本線）頭成駅（かしらなりえき）が新設される。
- 1926年（大正15年）8月1日 - 頭成駅が現位置に駅移転し豊後豊岡駅に改称。
- 1954年（昭和29年）3月31日 - 日出町・豊岡町・藤原村・大神村・川崎村の5町村が対等合併し、新町制による日出町となる。大字豊岡、平道はそれぞれ日出町の大字となる。
- 1956年（昭和31年） - 日出町大字平道の一部を別府市に編入し、別府市大字平道とする。
- 1965年（昭和40年） - 日出町大字平道の一部を別府市大字平道に編入。

## 交通
※消滅直前のデータ

### 鉄道
- 日本国有鉄道（国鉄）日豊本線 - 豊後豊岡駅

### 道路
- 国道10号
- 国道213号（国道10号との重複区間）